# 哈通卡薩山 (卡亞拉尼區)
15°01′41″S 72°20′06″W / 15.02806°S 72.33500°W
哈通卡薩山（Hatun Q'asa），是秘魯的山峰，位於該國南部阿雷基帕大區，由康德蘇約斯省的卡亞拉尼區負責管轄，屬於萬索山脈的一部分，海拔高度4,800米。